# Tialidia labiata
Tialidia labiata är en insektsart som beskrevs av Nielson 1982. Tialidia labiata ingår i släktet Tialidia och familjen dvärgstritar. Inga underarter finns listade i Catalogue of Life.